# Mandalay Bay Resort and Casino
O Mandalay Bay Resort and Casino é um cassino, hotel e resort de 39 andares localizado na Las Vegas Strip, em Paradise, Nevada. O hotel é operado pela empresa MGM Mirage. Os últimos cinco pisos (35 ao 39) são utilizados pelo Hotel Four Seasons de Las Vegas. O Mandalay Bay está conectado com os hotéis Excalibur e Luxor por meio de um pequeno monotrilho.

## Tiroteio de 2017
Às 22:08m de 1 de outubro de 2017, um atirador de 64 anos, Stephen Paddock, abriu fogo a partir de uma varanda do 32.º piso do Mandalay Bay Resort and Casino sobre a multidão que assistia a um festival de música, resultando em  59 mortes e 500 feridos. Trata-se do pior tiroteio da história dos Estados Unidos.